# (2073) Janáček
(2073) Janáček (1974 DK; 1972 TQ1; 1972 TU6) ist ein Asteroid des Hauptgürtels, der am 19. Februar 1974 von Tamara Michailowna Smirnowa am Krim-Observatorium entdeckt wurde.

## Benennung
Der Asteroid wurde nach dem mährischen Komponisten Leoš Janáček (1854–1928) benannt, dessen bekannteste Werke Sinfonietta und Jenůfa waren.